# Перечин
Перечин (на украински: Перечин; на унгарски: Perecseny; на чешки: Perečyn, на руски: Перечин) е град в Украйна, административен център на Раховски район, Закарпатска област.
Към 1 януари 2011 година населението на града е 6705 души.

## История
За пръв път селището е споменато през 1399 година, през 2004 година получава статут на град.